# 70 Ophiuchi
70 Ophiuchi, som är stjärnans Flamsteed-beteckning, är en dubbelstjärna i den mellersta delen av stjärnbilden Ormbäraren, som också har  variabelbeteckningen V2391 Ophiuchi. Den har en högsta skenbar magnitud på ca 4,00 och är svagt synlig för blotta ögat där ljusföroreningar ej förekommer. Baserat på parallaxmätning inom Hipparcosuppdraget på ca 196,7 mas, beräknas den befinna sig på ett avstånd på ca 16,6 ljusår (ca 5,1 parsek) från solen. Den rör sig närmare solen med en heliocentrisk radialhastighet av ca -7 km/s.

## Historik
70 Ophiuchi katalogiserades i slutet av 1700-talet av William Herschel första gången som en dubbelstjärna i hans studie av dubbelstjärnor. Herschel bevisade att konstellationen är gravitationsbunden med de två stjärnorna kretsande kring ett gemensamt masscentrum. Detta var ett viktigt bidrag till beviset om att Newtons lag om universell gravitation var tillämplig på föremål utanför solsystemet. Han angav då att det fanns en möjlig tredje osynlig följeslagare som påverkade banan mellan de två synliga stjärnorna.

## Egenskaper
Primärstjärnan 70 Ophiuchi A är en orange till gul sstjärna i huvudserien av spektralklass K0 V. Den har en massa som är ca 0,9 solmassor, en radie som är ca 0,9 solradier och utsänder ca 60 procent av energiutflödet från solen från dess fotosfär vid en effektiv temperatur på ca 5 300 K.
Följeslagaren 70 Ophiuchi B är en orange stjärna av spektraltyp K4. De två stjärnorna kretsar runt varandra på ett medelavstånd på 23,2 AE, men eftersom banan är mycket elliptisk (e = 0,499) varierar separationen mellan de två stjärnorna från 11,4 till 34,8 AE, i en bana med en omloppsperiod av 88,38 år.
70 Ophiuchi misstänks vara en roterande variabel av BY Dra-typ (BY:) eller en eruptiv variabel av RS Canum Venaticorum-typ (RS:), som varierar mellan visuell magnitud +4,00 och 4,03 med en period av 1,96396 dygn. Typen av variation är osäker och det är inte klart vilken av de två stjärnorna som orsakar variationerna.